# Microsoft Office 97
Microsoft Office 97是微軟辦公室套裝軟體的主要里程碑產品，加進了許多新的編輯功能並做了大幅度的改進，增加了位在視窗頂端的「指令列」（Command Bars），包含功能選單和諸多工具列，並添加了文法及拼字錯誤檢查功能。此套裝軟體在1996年11月19日推出，以CD-ROM和一組44片3.5吋軟碟的形式發售，在第二服務發布（Service Release 2）時，解決了千禧蟲問題，為微軟最後一個支援Windows NT 3.51系統的辦公室軟體。

## 版本
Office 97 共有四種版本，如下：
| 版本                                | 標準版 | 專業版 | 小型企業版 | 小型企業版 2.0                   | 開發者版本 |
| ----------------------------------- | ------ | ------ | ---------- | -------------------------------- | ---------- |
| Word 97                             | 有     | 有     | 有         | 有                               | 有         |
| Excel 97                            | 有     | 有     | 有         | 有                               | 有         |
| Outlook 97                          | 有     | 有     | 有         | 有 (起初搭載在零售版)            | 有         |
| Outlook 98                          | 無     | 無     | 無         | 有（可憑優惠券或以下載方式更新） | 無         |
| PowerPoint 97                       | 有     | 有     | 無         | 無                               | 有         |
| Access 97                           | 無     | 有     | 有         | 有                               | 有         |
| Developer Tools and SDK             | 無     | 無     | 無         | 無                               | 有         |
| Publisher 97                        | 無     | 無     | 有         | 無                               | 無         |
| Publisher 98                        | 無     | 無     | 無         | 有                               | 無         |
| Small Business Financial Manager 97 | 無     | 無     | 有         | 無                               | 無         |
| Small Business Financial Manager 98 | 無     | 無     | 無         | 有                               | 無         |
| Direct Mail Manager                 | 無     | 無     | 無         | 有                               | 無         |
| Expedia Streets 98                  | 無     | 無     | 無         | 有                               | 無         |
| Bookshelf Basics                    | 無     | 有     | 無         | 無                               | 有         |
| Internet Explorer 3                 | 有     | 有     | 有         | 無                               | 有         |
| Internet Explorer 4                 | 無     | 無     | 無         | 有                               | 無         |

## Microsoft Office 97 Powered by Word 98
Microsoft Office 97 Powered by Word 98在1998年6月20日以日文及韓文兩種語言發售，全部的版本都有Outlook 98軟體，小型企業版則含有Publisher 98軟體。與Windows系統相容的Microsoft Word 98只附載在這套新版本裡。

## Office小幫手
Microsoft Office 97 首次引進 Office小幫手，以互動的方式來幫助使用者使用 Office 軟體，為 Office 97 最負盛名的特色。預設的助手為大眼迴紋針（Clippit），還有其他角色可供使用者切換。這項特色一直延用至 Microsoft Office 2003，在 Office XP 中這項功能被預設為隱藏，在 Office 2003 中預設不安裝，在 Office 2007 中被移除。

## Office 97 彩蛋
Microsoft Word 97 隱藏了一個彈珠檯遊戲的彩蛋，Microsoft Excel 則隱藏了一個模擬飛行遊戲的彩蛋；然而這兩者在 Windows NT 3.51 上並不會展現。